# Gröditsch
Gröditsch (niedersorbisch Groźišćo) ist ein Ortsteil der Gemeinde Märkische Heide im brandenburgischen Landkreis Dahme-Spreewald.

## Lage
Gröditsch liegt etwa 15 km von Lübben entfernt. Umliegende Orte sind Pretschen im Norden, Bückchen im Nordosten, Groß Leuthen im Osten, Krugau im Süden, Dürrenhofe im Südwesten sowie Kuschkow im Westen.
Durch Gröditsch verläuft die Bundesstraße 179, die den Ort mit Märkisch Buchholz und Lieberose verbindet. Die Städte Lübben und Beeskow sind über die Landesstraße 443 zu erreichen. Durch Gröditsch fließt der Gröditscher Landgraben.

## Geschichte
Gröditsch ist einer der ältesten Ortsteile der Gemeinde, erstmals erwähnt im Codex diplomaticus Anhaltinus Nr. 93 im Jahre 1004. Der Name stammt – wie etwa Gröditz oder Grötsch – vom altsorbischen Wort grodišče („Burgwall“) bzw. grod („Burg“). Vor knapp 200 Jahren galt das Dorf der Siedlungsform nach als Platzdorf.
Nach dem Zweiten Weltkrieg war in Gröditsch ein starker Bevölkerungszuwachs zu verzeichnen. Grund waren Flüchtlinge aus den deutschen Ostgebieten, die in Gröditsch eine neue Heimat fanden. Im Oktober 1954 wurde die auf Wunsch der überwiegend katholischen Heimatvertriebenen errichtete Kapelle in Gröditsch feierlich eingeweiht.
Seit 1970 werden in der Grundschule Gröditsch Schüler von der 1. bis zur 6. Klasse unterrichtet. In Gröditsch befindet sich die einzige Schule der Gemeinde Märkische Heide.
Nach dem Wiener Kongress kam Gröditsch an das Königreich Preußen. Am 25. Juli 1952 wurde die Gemeinde dem neu gebildeten Kreis Lübben im Bezirk Cottbus zugeordnet. Nach der Wende lag Gröditsch im Landkreis Lübben in Brandenburg, wo sie sich am 2. November 1992 dem Amt Märkische Heide anschloss. Nach der Kreisreform in Brandenburg am 6. Dezember 1993 kam die Gemeinde schließlich zum neu gebildeten Landkreis Dahme-Spreewald. Am 26. Oktober 2003 wurde das Amt Märkische Heide aufgelöst und Gröditsch Teil der neu gebildeten Gemeinde Märkische Heide.
Ortsvorsteher in Gröditsch ist aktuell (März 2021) Matthias Nowigk.

## Bevölkerungsentwicklung
| 1875 | 399 | 1939 | 318 | 1981 | 498 |
| 1890 | 425 | 1946 | 545 | 1985 | 493 |
| 1910 | 402 | 1950 | 573 | 1989 | 504 |
| 1925 | 365 | 1964 | 485 | 1997 | 481 |
| 1933 | 348 | 1971 | 475 | 2002 | 474 |

## Baudenkmale
In der Liste der Baudenkmale in Märkische Heide sind für Gröditsch zwei Baudenkmale aufgeführt.

## Mit Gröditsch verbundene Persönlichkeiten
- Gerhard Knabe (1936–2005), Maler